# زغليك العليا (أوتش هاتشا)
زغليك العليا (بالفارسية: زگلیک علیا) هي منطقة سكنية تقع في إيران في قسم أوتش هاتشا الریفي. يقدر عدد سكانها بـ 70 نسمة .